# Daulia argentuosalis
Daulia argentuosalis is een vlinder uit de familie van de grasmotten (Crambidae), uit de onderfamilie van de Spilomelinae. De wetenschappelijke naam van deze soort is voor het eerst voorgesteld als Girtexta argentuosalis door Charles Swinhoe in een publicatie uit 1890.
De soort komt voor in Myanmar.